# مغامرة النبيل الأعزب
مغامرة النبيل الأعزب (بالإنجليزية The Adventure of the Noble Bachelor) واحدة من 56 قصة لشرلوك هولمز من تأليف ارثر كونان دويل، نشرت لأول مرة بشكل منفرد في مجلة الستراند في أبريل 1892 قبل ان يعاد نشرها مجمعة مع باقي قصص سلسلة مغامرات شرلوك هولمز، وتعد القصة العاشرة في سلسلة مغامرات شرلوك هولمز.

## ملخص القصة
يأتي اللورد سانت سايمون إلى شرلوك هولمز، طالبا منه المساعدة في إيجاد خطيبته، هاتي، التي اختفت مباشرة بعد حفل الزفاف، ويقول انه يشك في انه تم قتلها من طرف عشيقته السابقة فلورا.يتم إيجاد ثوب حريري يخص العروس هاتي طافيا في بحيرة سيربنتين في هايد بارك يحتوي وذلك الثوب له جيب فيه علبة بطاقات فيها رسالة صغير كتب فيها:«سوف نتقابل عندما يجهز كل شيء، تعالي فورا.ف م».يظن الشرطة أن فلورا هي من قامت بكتابة تلك الرسالة وتوقيعها بالأحرف الأولى لإسمها ويعتبر الرسالة دليلا لتورطها في اختفاء هاتي، لكن هولمز يكتشف بعد تحقيقاته ان هاتي حاليا مع زوجها السابق، فرانسيس مولتون (وهذا هو سر الأحرف س وم اللذان وقعت بهما الرسالة)الذي ظنت أنه ضاع للابد (تم خطفه من قبل الهنود), لكنه عاد للظهور مرة أخرى، ولسوء الحظ لم ينجح زوجها السابق في ايجدها الا يوم زفافها، وقد قررت هاتي العودة إلى زوجها الأول والبقاء معه، ورغم تقديمها اعتذارا للورد سانت سايمون، إلا أن هذا الاخير لا يقلبه ويقول انها استغلته بطريقة بشعة.

## الاقتباس
تم اقتباس إحدى حلقات مسلسل شرلوك هولمز من القصة عام 1992 تحت عنوان «الأعزب المؤهل» وقد حملت العديد من التغييرات على احداث القصة الاصلية.المسلسل عرض بين عامي 1984 و 1994 على قناة ITV البريطانية وقام بتمثيل دور شرلوك هولمز الممثل جيرمي برات.

## الترجمة العربية
- مغامرة النبيل الأعزب، دار الأجيال للنشر.
- مغامرة النبيل الأعزب، مؤسسة هنداوي، ترجمة شيماء طه الريدي ومراجعة محمد فتحي خضر.[3]

## روابط خارجية
- النص الأصلي الكامل للقصة في ويكي مصدر (باللغة الإنجليزية).
- قراء القصة مجانا مرفقة بالرسومات الأصلية (باللغة الفرنسية).